# ピーター・バウマン
ピーター・バウマン（Peter Baumann、1953年1月29日 - ）は、1971年にエドガー・フローゼ、クリストファー・フランケと共に、先駆的なドイツの電子音楽グループであるタンジェリン・ドリームの核となるラインナップを形成した。1977年にソロ活動を開始。レコードレーベル「プライベート・ミュージック (Private Music)」を設立している。2000年代初頭からは、人間の状態に光を当てる科学と哲学の取り組みを研究し促進することに時間を費やしてきた。

## 略歴
ピーター・バウマンは、1953年にドイツのベルリンにて、作曲家の父と女優の母との間に生まれた。8歳のときにベルリンの壁が建設され、バウマンはベルリンのアメリカ/ドイツ・コミュニティ・スクールに入学して英語を学び、初めてアメリカの文化に触れた。14歳で、カバー・バンドに参加し、G.I.クラブで演奏した。その後、1971年に18歳でクリストファー・フランケと出会い、元オルガニストのスティーヴ・シュローダーの代わりとしてタンジェリン・ドリームに加入した。
2年後、タンジェリン・ドリームはヴァージン・レコードと契約し、レーベルでの最初のアルバムとなった『フェードラ』が『メロディ・メイカー』誌のチャートでトップ10売上となった。このレコードやその他のレコードの成功を受け、タンジェリン・ドリームは8年間にわたって世界ツアーを行った。彼らはまた、映画のスコアにおいても成功を収めた。
バウマンは、1973年にタンジェリン・ドリームを一時的ながら2度ほど離れていた。最初は1973年に（アルバム『グリーン・デザート』で推し進めていた作業を棚上げし、3人でアルバム『フェードラ』に結びつく作業を新たに開始するフランケとエドガー・フローゼのためにその時間内に戻った）、そして再び1975年に、ミヒャエル・ヘーニッヒをオーストラリア・ツアーの一時的な代役として残した。1977年、バンドの最初の米国ツアー終了直後の脱退は、最終的なものであり、その後の短いソロでのキャリアをもたらした。
1980年代に、彼は一般的にニューエイジ・ミュージックと呼ばれるスタイルのインストゥルメンタル音楽を専門とするレコードレーベル「プライベート・ミュージック (Private Music)」を設立した。レーベルと契約したアーティストには、ヤニー、パトリック・オハーン、ジェリー・グッドマン、スザンヌ・チアーニ、元バンドメイトのタンジェリン・ドリームが含まれている。1996年、レーベルはウィンダム・ヒル・レコードの親会社であるBMGに売却された。BMGは、より成功したアーティストのバック・カタログの一部を引き続き配給している。

## バウマン財団
彼の音楽キャリアに続いて、ピーター・バウマンはサンフランシスコに移り、2009年にバウマン財団を設立した：認知科学、進化論、哲学の文脈で人間であることの経験を探求するシンクタンク。財団は、科学研究を促進し、科学者、瞑想者、一般大衆の間の議論を促進するイニシアチブを組織することにより、人間の状態についてより明確にするための基本的な使命を追求している。バウマン財団の主な発信源となっているのは「Beinghuman.org」である。これは、行動経済学、認知神経科学、進化心理学、遺伝学、人類学、哲学などの分野における現在の発展が、人々の体験を理解するのにどのように役立つかについてグローバルな会話を呼び起こすために設計されたソーシャル・ウェブサイトである。
2012年には、サンフランシスコのパレス・オブ・ファイン・アーツで開催された国際的な会議である「Being Human 2012」を後援し、神経科学者、哲学者、進化論者、瞑想の専門家を集めて人類の性質に関する公開カンファレンスを行った。
バウマンは、マイケル・W・タフトとの共著となる2011年の書籍『Ego: The Fall of the Twin Towers and the Rise of an Enlightened Humanity（エゴ：双子の塔の崩壊と啓発された人類の台頭）』の共著者である。この本は、神経科学、進化生物学、およびその他の科学分野の新しい研究に基づいて、人間のエゴの起源と歴史、およびアメリカ同時多発テロ事件の進化的意味を調べている。

## 私生活
バウマンは1983年からアリソン・バウマンと結婚しており、3人の子供がいる。いくつかの不動産および天然資源会社のディレクターを務めている。バウマン財団の設立に加えて、彼はカリフォルニア・インスティテュート・オブ・インテグラル・スタディーズの理事会に参加し、マインド・アンド・ライフ・インスティテュートのフェローを務めている。

## その他のバウマン
1978年の『Baumann / Koek』というアルバムは、ピーター・バウマンによるコラボレーションであると信じられている。アルバムはドイツ語で、音楽は1970年代初期のタンジェリン・ドリームに似たスタイルであり、「TD-Mem」という楽曲が収録されている。これらすべてにもかかわらず、アルバムは実際にはヴォルフガング・バウマンとエタ・コエックという2人のミュージシャンによって作曲され、ピーター・バウマンとは一切関係ないとされている。
2001年、ピーター・バウマンと呼ばれるミュージシャン/技術者が、LandingというバンドのEP『Oceanless』におけるオーディオ・エンジニアの仕事でクレジットされており、2005年にはBrocadeというクインテットのメンバーとなっている。しかし、これは別人で、かなり若い無関係なピーター・バウマンである。

## ディスコグラフィ

### アルバム
- 『ロマンス'76』 - Romance '76 (1976年)
- 『トランス・ハーモニック・ナイツ』 - Trans Harmonic Nights (1979年)
- Repeat Repeat (1981年)
- Strangers In The Night (1983年)
- Blue Room (1991年) ※プロモーション・カセット with ポール・ハスリンジャー、ジョン・バクスター
- Phase by Phase: A Retrospective '76 - '81 (1996年) ※コンピレーション
- Machines of Desire (2016年)

### シングル
- "Bicentennial Present" (1976年)
- "Biking Up The Strand" (1979年)
- "Realtimes" (1981年)
- "Daytime Logic (Extended Dance Mix)" (1981年) ※12インチ・シングル
- "The Russians are Coming" (1982年) ※12インチ・シングル。with コンラッド・シュニッツラー

### タンジェリン・ドリーム
- 『ツァイト（われら、時の深渕より叫びぬ!）』 - Zeit (1972年)
- 『アテム（荒涼たる明るさのなかで）』 - Atem (1973年)
- 『フェードラ』 - Phaedra (1974年)
- 『ルビコン』 - Rubycon (1975年)
- 『リコシェ』 - Ricochet（Live） (1975年) ※ライブ・アルバム
- 『ストラトスフィア（浪漫）』 - Stratosfear (1976年)
- 『恐怖の報酬』- Sorcerer (1977年) ※『恐怖の報酬』サントラ
- 『アンコール（アメリカン・ツアー1977）』 - Encore (1977年) ※ライブ・アルバム

### 参加アルバム
- Leda : Welcome to Joyland (1978年) ※Hacoon Mail名義[7]
- クラスター : 『グロッセス・ヴァッサー』 - Grosses Wasser (1979年) ※共同プロデューサー